# كرونا بروكسل 2025
كرونا بروكسل 2025 (بالفرنسية: Kuurne-Bruxelles-Kuurne 2025) هو سباق دراجات هوائية من فئة  1.1، وهو الموسم السابع والسبعين من كرونا بروكسل، وأقيم في 2 مارس 2025 ضمن سباقات سلسلة سباقات الاتحاد الدولي للدراجات للمحترفين 2025.
فاز بالمركز الأول جاسبر فيليبسين، وحلَّ في المركز الثاني Olav Kooij ‏، بينما جاء هوغو هوفستيتر في المركز الثالث.

## الفرق
| فرق عالمية (17)- Team Visma \| Lease a Bike - Soudal Quick-Step - Alpecin-Deceuninck - Lidl-Trek - UAE Team Emirates XRG - Team Picnic-PostNL - EF Education-EasyPost - Red Bull-BORA-hansgrohe - Intermarché-Wanty - Groupama-FDJ - Bahrain-Victorious - Movistar Team - Decathlon AG2R La Mondiale Team - Team Jayco AlUla - Cofidis - XDS Astana Team - Arkéa-B&B Hotels فرق برو (8)- Lotto - Israel-Premier Tech - أونو-إكس موبيليتي ‏ - سبورت فلاندرين بالويس ‏ - سويس ريسينغ أكادمي ‏ - بنجوال باوليز ساوكس دبليو بي ‏ - فريق الدراجات Q36.5 ‏ - Unibet Tietema Rockets ‏ |  |
| |  |

## المشاركون
| Team Visma \| Lease a Bike TVL   | Team Visma \| Lease a Bike TVL | Team Visma \| Lease a Bike TVL |
| -------------------------------- | ------------------------------ | ------------------------------ |
| م                                | عداء                           | مرتبة                          |
| 1                                | فاوت فان آرت                   | 75                             |
| 2                                | تيسج بنوت                      | 62                             |
| 3                                | فكتور كامبنارتس                | 74                             |
| 4                                | Matteo Jorgenson ‏              | 66                             |
| 5                                | Olav Kooij ‏                    | 2                              |
| 6                                | Edoardo Affini ‏                | 133                            |
| 7                                | Loe van Belle ‏                 | 132                            |
| مدير الرياضة: Arthur van Dongen ‏ |                                |                                |

| Alpecin-Deceuninck ADC             | Alpecin-Deceuninck ADC | Alpecin-Deceuninck ADC |
| ---------------------------------- | ---------------------- | ---------------------- |
| م                                  | عداء                   | مرتبة                  |
| 11                                 | جاسبر فيليبسين         | 1                      |
| 12                                 | Jonas Rickaert ‏        | 41                     |
| 13                                 | سيلفان ديلير           | لم يكمل السباق         |
| 14                                 | Kaden Groves ‏          | 57                     |
| 15                                 | Johan Price-Pejtersen ‏ | 113                    |
| 16                                 | Timo Kielich ‏          | 77                     |
| 17                                 | سيمون دهيرز ‏           | لم يكمل السباق         |
| مدير الرياضة: Christoph Roodhooft ‏ |                        |                        |

| Arkéa-B&B Hotels ARK          | Arkéa-B&B Hotels ARK | Arkéa-B&B Hotels ARK |
| ----------------------------- | -------------------- | -------------------- |
| م                             | عداء                 | مرتبة                |
| 21                            | ارنو ديمار           | 14                   |
| 22                            | أموري كابيو          | 39                   |
| 23                            | Giosuè Epis ‏         | 111                  |
| 24                            | Donavan Grondin ‏     | لم يكمل السباق       |
| 25                            | Luca Mozzato ‏        | 13                   |
| 26                            | مايلز سكوتسون        | لم يكمل السباق       |
| 27                            | فلوريان سينيشال      | 48                   |
| مدير الرياضة: Mickael Leveau ‏ |                      |                      |

| Bahrain Victorious TBV    | Bahrain Victorious TBV | Bahrain Victorious TBV |
| ------------------------- | ---------------------- | ---------------------- |
| م                         | عداء                   | مرتبة                  |
| 31                        | ماتج موهوريك           | لم يكمل السباق         |
| 32                        | Matevž Govekar ‏        | لم يكمل السباق         |
| 33                        | Alberto Bruttomesso ‏   | لم يكمل السباق         |
| 34                        | أندريا باسكولون        | 68                     |
| 35                        | روبرت ستانارد          | 115                    |
| 36                        | Vlad Van Mechelen ‏     | 121                    |
| 37                        | فرد رايت               | 18                     |
| مدير الرياضة: ميخال غولاش |                        |                        |

| Cofidis COF                  | Cofidis COF            | Cofidis COF    |
| ---------------------------- | ---------------------- | -------------- |
| م                            | عداء                   | مرتبة          |
| 41                           | ديلان تيونز            | 60             |
| 42                           | Stanisław Aniołkowski ‏ | 46             |
| 43                           | ايمي دي جندت           | 89             |
| 44                           | Milan Fretin ‏          | 10             |
| 45                           | Alexis Renard ‏         | لم يكمل السباق |
| 46                           | بيت اليجارت            | 35             |
| 47                           | بريان كوكار            | 94             |
| مدير الرياضة: جيمي إنجولفينت |                        |                |

| Decathlon-AG2R La Mondiale DAT | Decathlon-AG2R La Mondiale DAT | Decathlon-AG2R La Mondiale DAT |
| ------------------------------ | ------------------------------ | ------------------------------ |
| م                              | عداء                           | مرتبة                          |
| 51                             | أوليفر ناسن                    | 21                             |
| 52                             | يجف دي بوندت                   | 99                             |
| 53                             | سام بينيت                      | 17                             |
| 54                             | Stan Dewulf ‏                   | 59                             |
| 55                             | تورد غودميستاد ‏                | 119                            |
| 56                             | Stefan Bissegger ‏              | 102                            |
| 57                             | Rasmus Søjberg Pedersen ‏       | 42                             |
| مدير الرياضة: Julien Jurdie ‏   |                                |                                |

| EF Education-EasyPost EFE  | EF Education-EasyPost EFE | EF Education-EasyPost EFE |
| -------------------------- | ------------------------- | ------------------------- |
| م                          | عداء                      | مرتبة                     |
| 61                         | كاسبر أصغرين              | 90                        |
| 62                         | فينتشنزو ألبانيز          | 86                        |
| 63                         | أوين دول                  | 27                        |
| 64                         | ميكيل فروليش أونوريه      | 79                        |
| 65                         | Madis Mihkels             | لم يبدأ                   |
| 66                         | مايكل فالغرين             | 92                        |
| 67                         | ماريجن فان دن بيرغ        | 7                         |
| مدير الرياضة: أندرياس كلير |                           |                           |

| Groupama-FDJ GFC                | Groupama-FDJ GFC  | Groupama-FDJ GFC |
| ------------------------------- | ----------------- | ---------------- |
| م                               | عداء              | مرتبة            |
| 71                              | Lewis Askey ‏      | 16               |
| 72                              | Cyril Barthe ‏     | 32               |
| 73                              | Clément Davy ‏     | 116              |
| 74                              | جون جاكوبس        | 64               |
| 75                              | Eddy Le Huitouze ‏ | 56               |
| 76                              | Paul Penhoët ‏     | لم يكمل السباق   |
| 77                              | كليمنت روسو       | 63               |
| مدير الرياضة: Frédéric Guesdon ‏ |                   |                  |

| Intermarché-Wanty IWA       | Intermarché-Wanty IWA      | Intermarché-Wanty IWA |
| --------------------------- | -------------------------- | --------------------- |
| م                           | عداء                       | مرتبة                 |
| 81                          | Roel van Sintmaartensdijk ‏ | لم يكمل السباق        |
| 82                          | Dries De Pooter ‏           | لم يكمل السباق        |
| 83                          | Huub Artz ‏                 | 122                   |
| 84                          | آرنه ماريت ‏                | 4                     |
| 85                          | Jonas Rutsch ‏              | 55                    |
| 86                          | Vito Braet ‏                | 12                    |
| 87                          | Taco van der Hoorn ‏        | 126                   |
| مدير الرياضة: ديميتري كلايس |                            |                       |

| Lidl-Trek LTK              | Lidl-Trek LTK     | Lidl-Trek LTK  |
| -------------------------- | ----------------- | -------------- |
| م                          | عداء              | مرتبة          |
| 91                         | جاسبر ستوفين      | 38             |
| 92                         | جوناثان ميلان     | 6              |
| 93                         | توم سكوجين        | 82             |
| 94                         | Daan Hoole ‏       | 101            |
| 95                         | إدوارد ثيونس      | 118            |
| 96                         | Mathias Vacek ‏    | 87             |
| 97                         | Jakob Söderqvist ‏ | لم يكمل السباق |
| مدير الرياضة: غريغوري راست |                   |                |

| Movistar Team MOV            | Movistar Team MOV  | Movistar Team MOV |
| ---------------------------- | ------------------ | ----------------- |
| م                            | عداء               | مرتبة             |
| 101                          | إيفان غارسيا       | 22                |
| 102                          | Orluis Aular ‏      | 85                |
| 103                          | Jon Barrenetxea ‏   | 28                |
| 104                          | دافيد سيمولاي      | لم يكمل السباق    |
| 105                          | Lorenzo Milesi ‏    | لم يكمل السباق    |
| 106                          | Manlio Moro ‏       | 125               |
| 107                          | Mathias Norsgaard ‏ | لم يكمل السباق    |
| مدير الرياضة: يورغن رويلاندز |                    |                   |

| Red Bull-Bora-Hansgrohe RBH | Red Bull-Bora-Hansgrohe RBH | Red Bull-Bora-Hansgrohe RBH |
| --------------------------- | --------------------------- | --------------------------- |
| م                           | عداء                        | مرتبة                       |
| 111                         | Jordi Meeus ‏                | 11                          |
| 112                         | ريان مولين                  | لم يكمل السباق              |
| 113                         | Oier Lazkano ‏               | لم يكمل السباق              |
| 114                         | Roger Adrià ‏                | 73                          |
| 115                         | جان تراتنيك                 | 127                         |
| 116                         | Mick van Dijke ‏             | 37                          |
| 117                         | Tim van Dijke ‏              | 49                          |
| مدير الرياضة: هاينريش هوسلر |                             |                             |

| Soudal Quick-Step SOQ       | Soudal Quick-Step SOQ | Soudal Quick-Step SOQ |
| --------------------------- | --------------------- | --------------------- |
| م                           | عداء                  | مرتبة                 |
| 121                         | تيم ميرلير (طريق)     | 15                    |
| 122                         | يفيس لامارت           | 69                    |
| 123                         | Pepijn Reinderink ‏    | 98                    |
| 124                         | Martin Svrček ‏        | 72                    |
| 125                         | دريس فان جيستل        | 81                    |
| 126                         | Bert Van Lerberghe ‏   | 84                    |
| 127                         | Warre Vangheluwe ‏     | 100                   |
| مدير الرياضة: ويلفريد بيترز |                       |                       |

| Team Jayco AlUla JAY         | Team Jayco AlUla JAY     | Team Jayco AlUla JAY |
| ---------------------------- | ------------------------ | -------------------- |
| م                            | عداء                     | مرتبة                |
| 131                          | ماكس والشيد              | 117                  |
| 132                          | NED                      | لم يكمل السباق       |
| 133                          | Bob Donaldson (cyclist) ‏ | 104                  |
| 134                          | Jelte Krijnsen ‏          | لم يكمل السباق       |
| 135                          | Kelland O'Brien ‏         | 124                  |
| 136                          | Elmar Reinders ‏          | 26                   |
| 137                          | جاشا سوتيرلين            | لم يكمل السباق       |
| مدير الرياضة: تريستان هوفمان |                          |                      |

| Team Picnic-PostNL TPP   | Team Picnic-PostNL TPP | Team Picnic-PostNL TPP |
| ------------------------ | ---------------------- | ---------------------- |
| م                        | عداء                   | مرتبة                  |
| 141                      | جون ديجينكولب          | 40                     |
| 142                      | Pavel Bittner ‏         | 8                      |
| 143                      | Julius van den Berg ‏   | لم يكمل السباق         |
| 144                      | Patrick Eddy ‏          | لم يكمل السباق         |
| 145                      | شون فلين ‏              | 88                     |
| 146                      | Enzo Leijnse ‏          | لم يكمل السباق         |
| 147                      | Tim Naberman ‏          | لم يكمل السباق         |
| مدير الرياضة: رودي كيما ‏ |                        |                        |

| UAE Team Emirates XRG UAD   | UAE Team Emirates XRG UAD | UAE Team Emirates XRG UAD |
| --------------------------- | ------------------------- | ------------------------- |
| م                           | عداء                      | مرتبة                     |
| 151                         | تيم فيلانز                | 71                        |
| 152                         | روي أوليفيرا              | 30                        |
| 153                         | Rune Herregodts ‏          | لم يكمل السباق            |
| 154                         | جوناتان نارفيز (طريق)     | 44                        |
| 155                         | Nils Politt ‏              | 43                        |
| 156                         | Florian Vermeersch ‏       | 61                        |
| 157                         | ميكيل بيرج                | 103                       |
| مدير الرياضة: ماركو ماركاتو |                           |                           |

| XDS Astana Team XAT            | XDS Astana Team XAT | XDS Astana Team XAT |
| ------------------------------ | ------------------- | ------------------- |
| م                              | عداء                | مرتبة               |
| 161                            | دافيد باليريني      | 31                  |
| 162                            | سيس بول             | 20                  |
| 163                            | مايك تيونسين        | 29                  |
| 164                            | ماكس كانتر          | 109                 |
| 165                            | Alessandro Romele ‏  | 123                 |
| 166                            | Michele Gazzoli ‏    | 78                  |
| 167                            | Ide Schelling ‏      | لم يكمل السباق      |
| مدير الرياضة: Laurenzo Lapage ‏ |                     |                     |

| Israel-Premier Tech IPT | Israel-Premier Tech IPT | Israel-Premier Tech IPT |
| ----------------------- | ----------------------- | ----------------------- |
| م                       | عداء                    | مرتبة                   |
| 171                     | Riley Pickrell ‏         | 129                     |
| 172                     | ويليام بويفن            | 33                      |
| 173                     | Matis Louvel ‏           | 93                      |
| 174                     | Riley Sheehan ‏          | 128                     |
| 175                     | جيك ستيوارت             | 70                      |
| 176                     | ميكل شوارزمان           | لم يكمل السباق          |
| 177                     | هوغو هوفستيتر           | 3                       |
| مدير الرياضة: ستيف باور |                         |                         |

| Lotto LOT                  | Lotto LOT               | Lotto LOT      |
| -------------------------- | ----------------------- | -------------- |
| م                          | عداء                    | مرتبة          |
| 181                        | برنت فان موير           | 67             |
| 182                        | Cédric Beullens ‏        | 24             |
| 183                        | Arjen Livyns ‏           | 83             |
| 184                        | سيباستيان غرينيار ‏      | لم يكمل السباق |
| 185                        | Steffen De Schuyteneer ‏ | 36             |
| 186                        | Lionel Taminiaux ‏       | 54             |
| 187                        | Alec Segaert ‏           | 95             |
| مدير الرياضة: نيكولاس مايس |                         |                |

| فريق الدراجات Q36.5 ‏ Q36     | فريق الدراجات Q36.5 ‏ Q36 | فريق الدراجات Q36.5 ‏ Q36 |
| ---------------------------- | ------------------------ | ------------------------ |
| م                            | عداء                     | مرتبة                    |
| 191                          | جياكومو نيزولو           | لم يكمل السباق           |
| 192                          | Fabio Christen ‏          | 130                      |
| 193                          | Kamil Małecki ‏           | لم يكمل السباق           |
| 194                          | ماتيو موشيتي             | 120                      |
| 195                          | Jannik Steimle ‏          | 107                      |
| 196                          | Nickolas Zukowsky ‏       | 45                       |
| 197                          | Nicolò Parisini ‏         | 110                      |
| مدير الرياضة: Kurt Bogaerts ‏ |                          |                          |

| سبورت فلاندرين بالويس ‏ TFB  | سبورت فلاندرين بالويس ‏ TFB | سبورت فلاندرين بالويس ‏ TFB |
| --------------------------- | -------------------------- | -------------------------- |
| م                           | عداء                       | مرتبة                      |
| 201                         | Tom Crabbe ‏                | لم يكمل السباق             |
| 202                         | Siebe Deweirdt ‏            | لم يكمل السباق             |
| 203                         | Ward Vanhoof ‏              | 52                         |
| 204                         | Jules Hesters ‏             | 23                         |
| 205                         | Milan Lanhove ‏             | 53                         |
| 206                         | Noah Vandenbranden ‏        | لم يكمل السباق             |
| 207                         | Yentl Vandevelde ‏          | لم يكمل السباق             |
| مدير الرياضة: هانز دي كليرك |                            |                            |

| سويس ريسينغ أكادمي ‏ TUD         | سويس ريسينغ أكادمي ‏ TUD | سويس ريسينغ أكادمي ‏ TUD |
| ------------------------------- | ----------------------- | ----------------------- |
| م                               | عداء                    | مرتبة                   |
| 211                             | ماتيو ترينتين           | 91                      |
| 212                             | Petr Kelemen ‏           | لم يكمل السباق          |
| 213                             | ألكسندر كرايغر          | لم يكمل السباق          |
| 214                             | Fabian Lienhard ‏        | 131                     |
| 215                             | Marius Mayrhofer ‏       | 25                      |
| 216                             | ريك بلومرز ‏             | 5                       |
| 217                             | Robin Froidevaux ‏       | 97                      |
| مدير الرياضة: Morgan Lamoisson ‏ |                         |                         |

| Unibet Tietema Rockets ‏ RKT | Unibet Tietema Rockets ‏ RKT | Unibet Tietema Rockets ‏ RKT |
| --------------------------- | --------------------------- | --------------------------- |
| م                           | عداء                        | مرتبة                       |
| 221                         | Joren Bloem ‏                | 34                          |
| 222                         | Lukáš Kubiš ‏ (طريق)         | 9                           |
| 223                         | أندرياس ستوكبرو             | 65                          |
| 224                         | Hartthijs de Vries ‏         | 51                          |
| 225                         | DEN                         | لم يكمل السباق              |
| 226                         | Abram Stockman ‏             | 108                         |
| 227                         | Tomáš Kopecký (cyclist) ‏    | 80                          |
| مدير الرياضة: Jon Mould ‏    |                             |                             |

| أونو-إكس موبيليتي ‏ UXM           | أونو-إكس موبيليتي ‏ UXM   | أونو-إكس موبيليتي ‏ UXM |
| -------------------------------- | ------------------------ | ---------------------- |
| م                                | عداء                     | مرتبة                  |
| 231                              | Jonas Iversby Hvideberg ‏ | 58                     |
| 232                              | جوناس إبراهمسين ‏         | 19                     |
| 233                              | William Blume Levy ‏      | 96                     |
| 234                              | اموند جروندل يانسن       | لم يكمل السباق         |
| 235                              | أندرس سكارسيث            | 76                     |
| 236                              | راسموس تيلر              | 47                     |
| 237                              | Søren Wærenskjold ‏       | لم يكمل السباق         |
| مدير الرياضة: Gino Van Oudenhove‏ |                          |                        |

| بنجوال باوليز ساوكس دبليو بي ‏ WB2       | بنجوال باوليز ساوكس دبليو بي ‏ WB2 | بنجوال باوليز ساوكس دبليو بي ‏ WB2 |
| --------------------------------------- | --------------------------------- | --------------------------------- |
| م                                       | عداء                              | مرتبة                             |
| 241                                     | لويك فليجن                        | لم يكمل السباق                    |
| 242                                     | Cériel Desal ‏                     | 50                                |
| 243                                     | BEL                               | 112                               |
| 244                                     | Jens Reynders ‏                    | 105                               |
| 245                                     | Leander Van Hautegem ‏             | 114                               |
| 246                                     | Kenneth Van Rooy ‏                 | لم يكمل السباق                    |
| 247                                     | Axandre Van Petegem ‏              | 106                               |
| مدير الرياضة: Jean-Denis Vandenbroucke ‏ |                                   |                                   |

| Team Visma \| Lease a Bike TVL   | Team Visma \| Lease a Bike TVL | Team Visma \| Lease a Bike TVL |
| -------------------------------- | ------------------------------ | ------------------------------ |
| م                                | عداء                           | مرتبة                          |
| 1                                | فاوت فان آرت                   | 75                             |
| 2                                | تيسج بنوت                      | 62                             |
| 3                                | فكتور كامبنارتس                | 74                             |
| 4                                | Matteo Jorgenson ‏              | 66                             |
| 5                                | Olav Kooij ‏                    | 2                              |
| 6                                | Edoardo Affini ‏                | 133                            |
| 7                                | Loe van Belle ‏                 | 132                            |
| مدير الرياضة: Arthur van Dongen ‏ |                                |                                |

| Alpecin-Deceuninck ADC             | Alpecin-Deceuninck ADC | Alpecin-Deceuninck ADC |
| ---------------------------------- | ---------------------- | ---------------------- |
| م                                  | عداء                   | مرتبة                  |
| 11                                 | جاسبر فيليبسين         | 1                      |
| 12                                 | Jonas Rickaert ‏        | 41                     |
| 13                                 | سيلفان ديلير           | لم يكمل السباق         |
| 14                                 | Kaden Groves ‏          | 57                     |
| 15                                 | Johan Price-Pejtersen ‏ | 113                    |
| 16                                 | Timo Kielich ‏          | 77                     |
| 17                                 | سيمون دهيرز ‏           | لم يكمل السباق         |
| مدير الرياضة: Christoph Roodhooft ‏ |                        |                        |

| Arkéa-B&B Hotels ARK          | Arkéa-B&B Hotels ARK | Arkéa-B&B Hotels ARK |
| ----------------------------- | -------------------- | -------------------- |
| م                             | عداء                 | مرتبة                |
| 21                            | ارنو ديمار           | 14                   |
| 22                            | أموري كابيو          | 39                   |
| 23                            | Giosuè Epis ‏         | 111                  |
| 24                            | Donavan Grondin ‏     | لم يكمل السباق       |
| 25                            | Luca Mozzato ‏        | 13                   |
| 26                            | مايلز سكوتسون        | لم يكمل السباق       |
| 27                            | فلوريان سينيشال      | 48                   |
| مدير الرياضة: Mickael Leveau ‏ |                      |                      |

| Bahrain Victorious TBV    | Bahrain Victorious TBV | Bahrain Victorious TBV |
| ------------------------- | ---------------------- | ---------------------- |
| م                         | عداء                   | مرتبة                  |
| 31                        | ماتج موهوريك           | لم يكمل السباق         |
| 32                        | Matevž Govekar ‏        | لم يكمل السباق         |
| 33                        | Alberto Bruttomesso ‏   | لم يكمل السباق         |
| 34                        | أندريا باسكولون        | 68                     |
| 35                        | روبرت ستانارد          | 115                    |
| 36                        | Vlad Van Mechelen ‏     | 121                    |
| 37                        | فرد رايت               | 18                     |
| مدير الرياضة: ميخال غولاش |                        |                        |

| Cofidis COF                  | Cofidis COF            | Cofidis COF    |
| ---------------------------- | ---------------------- | -------------- |
| م                            | عداء                   | مرتبة          |
| 41                           | ديلان تيونز            | 60             |
| 42                           | Stanisław Aniołkowski ‏ | 46             |
| 43                           | ايمي دي جندت           | 89             |
| 44                           | Milan Fretin ‏          | 10             |
| 45                           | Alexis Renard ‏         | لم يكمل السباق |
| 46                           | بيت اليجارت            | 35             |
| 47                           | بريان كوكار            | 94             |
| مدير الرياضة: جيمي إنجولفينت |                        |                |

| Decathlon-AG2R La Mondiale DAT | Decathlon-AG2R La Mondiale DAT | Decathlon-AG2R La Mondiale DAT |
| ------------------------------ | ------------------------------ | ------------------------------ |
| م                              | عداء                           | مرتبة                          |
| 51                             | أوليفر ناسن                    | 21                             |
| 52                             | يجف دي بوندت                   | 99                             |
| 53                             | سام بينيت                      | 17                             |
| 54                             | Stan Dewulf ‏                   | 59                             |
| 55                             | تورد غودميستاد ‏                | 119                            |
| 56                             | Stefan Bissegger ‏              | 102                            |
| 57                             | Rasmus Søjberg Pedersen ‏       | 42                             |
| مدير الرياضة: Julien Jurdie ‏   |                                |                                |

| EF Education-EasyPost EFE  | EF Education-EasyPost EFE | EF Education-EasyPost EFE |
| -------------------------- | ------------------------- | ------------------------- |
| م                          | عداء                      | مرتبة                     |
| 61                         | كاسبر أصغرين              | 90                        |
| 62                         | فينتشنزو ألبانيز          | 86                        |
| 63                         | أوين دول                  | 27                        |
| 64                         | ميكيل فروليش أونوريه      | 79                        |
| 65                         | Madis Mihkels             | لم يبدأ                   |
| 66                         | مايكل فالغرين             | 92                        |
| 67                         | ماريجن فان دن بيرغ        | 7                         |
| مدير الرياضة: أندرياس كلير |                           |                           |

| Groupama-FDJ GFC                | Groupama-FDJ GFC  | Groupama-FDJ GFC |
| ------------------------------- | ----------------- | ---------------- |
| م                               | عداء              | مرتبة            |
| 71                              | Lewis Askey ‏      | 16               |
| 72                              | Cyril Barthe ‏     | 32               |
| 73                              | Clément Davy ‏     | 116              |
| 74                              | جون جاكوبس        | 64               |
| 75                              | Eddy Le Huitouze ‏ | 56               |
| 76                              | Paul Penhoët ‏     | لم يكمل السباق   |
| 77                              | كليمنت روسو       | 63               |
| مدير الرياضة: Frédéric Guesdon ‏ |                   |                  |

| Intermarché-Wanty IWA       | Intermarché-Wanty IWA      | Intermarché-Wanty IWA |
| --------------------------- | -------------------------- | --------------------- |
| م                           | عداء                       | مرتبة                 |
| 81                          | Roel van Sintmaartensdijk ‏ | لم يكمل السباق        |
| 82                          | Dries De Pooter ‏           | لم يكمل السباق        |
| 83                          | Huub Artz ‏                 | 122                   |
| 84                          | آرنه ماريت ‏                | 4                     |
| 85                          | Jonas Rutsch ‏              | 55                    |
| 86                          | Vito Braet ‏                | 12                    |
| 87                          | Taco van der Hoorn ‏        | 126                   |
| مدير الرياضة: ديميتري كلايس |                            |                       |

| Lidl-Trek LTK              | Lidl-Trek LTK     | Lidl-Trek LTK  |
| -------------------------- | ----------------- | -------------- |
| م                          | عداء              | مرتبة          |
| 91                         | جاسبر ستوفين      | 38             |
| 92                         | جوناثان ميلان     | 6              |
| 93                         | توم سكوجين        | 82             |
| 94                         | Daan Hoole ‏       | 101            |
| 95                         | إدوارد ثيونس      | 118            |
| 96                         | Mathias Vacek ‏    | 87             |
| 97                         | Jakob Söderqvist ‏ | لم يكمل السباق |
| مدير الرياضة: غريغوري راست |                   |                |

| Movistar Team MOV            | Movistar Team MOV  | Movistar Team MOV |
| ---------------------------- | ------------------ | ----------------- |
| م                            | عداء               | مرتبة             |
| 101                          | إيفان غارسيا       | 22                |
| 102                          | Orluis Aular ‏      | 85                |
| 103                          | Jon Barrenetxea ‏   | 28                |
| 104                          | دافيد سيمولاي      | لم يكمل السباق    |
| 105                          | Lorenzo Milesi ‏    | لم يكمل السباق    |
| 106                          | Manlio Moro ‏       | 125               |
| 107                          | Mathias Norsgaard ‏ | لم يكمل السباق    |
| مدير الرياضة: يورغن رويلاندز |                    |                   |

| Red Bull-Bora-Hansgrohe RBH | Red Bull-Bora-Hansgrohe RBH | Red Bull-Bora-Hansgrohe RBH |
| --------------------------- | --------------------------- | --------------------------- |
| م                           | عداء                        | مرتبة                       |
| 111                         | Jordi Meeus ‏                | 11                          |
| 112                         | ريان مولين                  | لم يكمل السباق              |
| 113                         | Oier Lazkano ‏               | لم يكمل السباق              |
| 114                         | Roger Adrià ‏                | 73                          |
| 115                         | جان تراتنيك                 | 127                         |
| 116                         | Mick van Dijke ‏             | 37                          |
| 117                         | Tim van Dijke ‏              | 49                          |
| مدير الرياضة: هاينريش هوسلر |                             |                             |

| Soudal Quick-Step SOQ       | Soudal Quick-Step SOQ | Soudal Quick-Step SOQ |
| --------------------------- | --------------------- | --------------------- |
| م                           | عداء                  | مرتبة                 |
| 121                         | تيم ميرلير (طريق)     | 15                    |
| 122                         | يفيس لامارت           | 69                    |
| 123                         | Pepijn Reinderink ‏    | 98                    |
| 124                         | Martin Svrček ‏        | 72                    |
| 125                         | دريس فان جيستل        | 81                    |
| 126                         | Bert Van Lerberghe ‏   | 84                    |
| 127                         | Warre Vangheluwe ‏     | 100                   |
| مدير الرياضة: ويلفريد بيترز |                       |                       |

| Team Jayco AlUla JAY         | Team Jayco AlUla JAY     | Team Jayco AlUla JAY |
| ---------------------------- | ------------------------ | -------------------- |
| م                            | عداء                     | مرتبة                |
| 131                          | ماكس والشيد              | 117                  |
| 132                          | NED                      | لم يكمل السباق       |
| 133                          | Bob Donaldson (cyclist) ‏ | 104                  |
| 134                          | Jelte Krijnsen ‏          | لم يكمل السباق       |
| 135                          | Kelland O'Brien ‏         | 124                  |
| 136                          | Elmar Reinders ‏          | 26                   |
| 137                          | جاشا سوتيرلين            | لم يكمل السباق       |
| مدير الرياضة: تريستان هوفمان |                          |                      |

| Team Picnic-PostNL TPP   | Team Picnic-PostNL TPP | Team Picnic-PostNL TPP |
| ------------------------ | ---------------------- | ---------------------- |
| م                        | عداء                   | مرتبة                  |
| 141                      | جون ديجينكولب          | 40                     |
| 142                      | Pavel Bittner ‏         | 8                      |
| 143                      | Julius van den Berg ‏   | لم يكمل السباق         |
| 144                      | Patrick Eddy ‏          | لم يكمل السباق         |
| 145                      | شون فلين ‏              | 88                     |
| 146                      | Enzo Leijnse ‏          | لم يكمل السباق         |
| 147                      | Tim Naberman ‏          | لم يكمل السباق         |
| مدير الرياضة: رودي كيما ‏ |                        |                        |

| UAE Team Emirates XRG UAD   | UAE Team Emirates XRG UAD | UAE Team Emirates XRG UAD |
| --------------------------- | ------------------------- | ------------------------- |
| م                           | عداء                      | مرتبة                     |
| 151                         | تيم فيلانز                | 71                        |
| 152                         | روي أوليفيرا              | 30                        |
| 153                         | Rune Herregodts ‏          | لم يكمل السباق            |
| 154                         | جوناتان نارفيز (طريق)     | 44                        |
| 155                         | Nils Politt ‏              | 43                        |
| 156                         | Florian Vermeersch ‏       | 61                        |
| 157                         | ميكيل بيرج                | 103                       |
| مدير الرياضة: ماركو ماركاتو |                           |                           |

| XDS Astana Team XAT            | XDS Astana Team XAT | XDS Astana Team XAT |
| ------------------------------ | ------------------- | ------------------- |
| م                              | عداء                | مرتبة               |
| 161                            | دافيد باليريني      | 31                  |
| 162                            | سيس بول             | 20                  |
| 163                            | مايك تيونسين        | 29                  |
| 164                            | ماكس كانتر          | 109                 |
| 165                            | Alessandro Romele ‏  | 123                 |
| 166                            | Michele Gazzoli ‏    | 78                  |
| 167                            | Ide Schelling ‏      | لم يكمل السباق      |
| مدير الرياضة: Laurenzo Lapage ‏ |                     |                     |

| Israel-Premier Tech IPT | Israel-Premier Tech IPT | Israel-Premier Tech IPT |
| ----------------------- | ----------------------- | ----------------------- |
| م                       | عداء                    | مرتبة                   |
| 171                     | Riley Pickrell ‏         | 129                     |
| 172                     | ويليام بويفن            | 33                      |
| 173                     | Matis Louvel ‏           | 93                      |
| 174                     | Riley Sheehan ‏          | 128                     |
| 175                     | جيك ستيوارت             | 70                      |
| 176                     | ميكل شوارزمان           | لم يكمل السباق          |
| 177                     | هوغو هوفستيتر           | 3                       |
| مدير الرياضة: ستيف باور |                         |                         |

| Lotto LOT                  | Lotto LOT               | Lotto LOT      |
| -------------------------- | ----------------------- | -------------- |
| م                          | عداء                    | مرتبة          |
| 181                        | برنت فان موير           | 67             |
| 182                        | Cédric Beullens ‏        | 24             |
| 183                        | Arjen Livyns ‏           | 83             |
| 184                        | سيباستيان غرينيار ‏      | لم يكمل السباق |
| 185                        | Steffen De Schuyteneer ‏ | 36             |
| 186                        | Lionel Taminiaux ‏       | 54             |
| 187                        | Alec Segaert ‏           | 95             |
| مدير الرياضة: نيكولاس مايس |                         |                |

| فريق الدراجات Q36.5 ‏ Q36     | فريق الدراجات Q36.5 ‏ Q36 | فريق الدراجات Q36.5 ‏ Q36 |
| ---------------------------- | ------------------------ | ------------------------ |
| م                            | عداء                     | مرتبة                    |
| 191                          | جياكومو نيزولو           | لم يكمل السباق           |
| 192                          | Fabio Christen ‏          | 130                      |
| 193                          | Kamil Małecki ‏           | لم يكمل السباق           |
| 194                          | ماتيو موشيتي             | 120                      |
| 195                          | Jannik Steimle ‏          | 107                      |
| 196                          | Nickolas Zukowsky ‏       | 45                       |
| 197                          | Nicolò Parisini ‏         | 110                      |
| مدير الرياضة: Kurt Bogaerts ‏ |                          |                          |

| سبورت فلاندرين بالويس ‏ TFB  | سبورت فلاندرين بالويس ‏ TFB | سبورت فلاندرين بالويس ‏ TFB |
| --------------------------- | -------------------------- | -------------------------- |
| م                           | عداء                       | مرتبة                      |
| 201                         | Tom Crabbe ‏                | لم يكمل السباق             |
| 202                         | Siebe Deweirdt ‏            | لم يكمل السباق             |
| 203                         | Ward Vanhoof ‏              | 52                         |
| 204                         | Jules Hesters ‏             | 23                         |
| 205                         | Milan Lanhove ‏             | 53                         |
| 206                         | Noah Vandenbranden ‏        | لم يكمل السباق             |
| 207                         | Yentl Vandevelde ‏          | لم يكمل السباق             |
| مدير الرياضة: هانز دي كليرك |                            |                            |

| سويس ريسينغ أكادمي ‏ TUD         | سويس ريسينغ أكادمي ‏ TUD | سويس ريسينغ أكادمي ‏ TUD |
| ------------------------------- | ----------------------- | ----------------------- |
| م                               | عداء                    | مرتبة                   |
| 211                             | ماتيو ترينتين           | 91                      |
| 212                             | Petr Kelemen ‏           | لم يكمل السباق          |
| 213                             | ألكسندر كرايغر          | لم يكمل السباق          |
| 214                             | Fabian Lienhard ‏        | 131                     |
| 215                             | Marius Mayrhofer ‏       | 25                      |
| 216                             | ريك بلومرز ‏             | 5                       |
| 217                             | Robin Froidevaux ‏       | 97                      |
| مدير الرياضة: Morgan Lamoisson ‏ |                         |                         |

| Unibet Tietema Rockets ‏ RKT | Unibet Tietema Rockets ‏ RKT | Unibet Tietema Rockets ‏ RKT |
| --------------------------- | --------------------------- | --------------------------- |
| م                           | عداء                        | مرتبة                       |
| 221                         | Joren Bloem ‏                | 34                          |
| 222                         | Lukáš Kubiš ‏ (طريق)         | 9                           |
| 223                         | أندرياس ستوكبرو             | 65                          |
| 224                         | Hartthijs de Vries ‏         | 51                          |
| 225                         | DEN                         | لم يكمل السباق              |
| 226                         | Abram Stockman ‏             | 108                         |
| 227                         | Tomáš Kopecký (cyclist) ‏    | 80                          |
| مدير الرياضة: Jon Mould ‏    |                             |                             |

| أونو-إكس موبيليتي ‏ UXM           | أونو-إكس موبيليتي ‏ UXM   | أونو-إكس موبيليتي ‏ UXM |
| -------------------------------- | ------------------------ | ---------------------- |
| م                                | عداء                     | مرتبة                  |
| 231                              | Jonas Iversby Hvideberg ‏ | 58                     |
| 232                              | جوناس إبراهمسين ‏         | 19                     |
| 233                              | William Blume Levy ‏      | 96                     |
| 234                              | اموند جروندل يانسن       | لم يكمل السباق         |
| 235                              | أندرس سكارسيث            | 76                     |
| 236                              | راسموس تيلر              | 47                     |
| 237                              | Søren Wærenskjold ‏       | لم يكمل السباق         |
| مدير الرياضة: Gino Van Oudenhove‏ |                          |                        |

| بنجوال باوليز ساوكس دبليو بي ‏ WB2       | بنجوال باوليز ساوكس دبليو بي ‏ WB2 | بنجوال باوليز ساوكس دبليو بي ‏ WB2 |
| --------------------------------------- | --------------------------------- | --------------------------------- |
| م                                       | عداء                              | مرتبة                             |
| 241                                     | لويك فليجن                        | لم يكمل السباق                    |
| 242                                     | Cériel Desal ‏                     | 50                                |
| 243                                     | BEL                               | 112                               |
| 244                                     | Jens Reynders ‏                    | 105                               |
| 245                                     | Leander Van Hautegem ‏             | 114                               |
| 246                                     | Kenneth Van Rooy ‏                 | لم يكمل السباق                    |
| 247                                     | Axandre Van Petegem ‏              | 106                               |
| مدير الرياضة: Jean-Denis Vandenbroucke ‏ |                                   |                                   |

## التصنيف العام النهائي
| التصنيف العام         | التصنيف العام      | التصنيف العام                 | التصنيف العام | التصنيف العام |
| العداء                | العداء             | الفريق                        | الوقت         |               |
| --------------------- | ------------------ | ----------------------------- | ------------- | ------------- |
| 1                     | جاسبر فيليبسين     | البيسين فينيكس                | 4 س 26 د 30 ث |               |
| 2                     | Olav Kooij ‏        | Team Visma \| Lease a Bike    | + 0 ث         |               |
| 3                     | هوغو هوفستيتر      | إسرائيل - بريمير تيك          | + 0 ث         |               |
| 4                     | آرنه ماريت ‏        | انترمارشي وانتي جوبيرت ماتيرو | + 0 ث         |               |
| 5                     | ريك بلومرز ‏        | سويس ريسينغ أكادمي ‏           | + 0 ث         |               |
| 6                     | جوناثان ميلان      | تريك سيغافريدو                | + 0 ث         |               |
| 7                     | ماريجن فان دن بيرغ | إي أف إديوكيشن نيبو           | + 0 ث         |               |
| 8                     | Pavel Bittner ‏     | سنويب                         | + 0 ث         |               |
| 9                     | Lukáš Kubiš ‏       | Unibet Tietema Rockets ‏       | + 0 ث         |               |
| 10                    | Kaden Groves ‏      | البيسين فينيكس                | + 0 ث         |               |
|                       |                    |                               |               |               |
| مصدر: ProCyclingStats |                    |                               |               |               |

## وصلات خارجية
- لمحة عن سباق كرونا بروكسل 2025 على موقع  ProCyclingStats   (برو  سايكلنج  ستاتس) - إحصاءات  محترفي  الدراجات.
- كرونا بروكسل 2025 على موقع إحصائيات الدراجات الإحترافية (الإنجليزية)